# Брамбилла, Микела Виттория
Микела Виттория Брамбилла (итал. Michela Vittoria Brambilla; род. 26 октября 1967, Лекко, Ломбардия) — итальянская журналистка, предприниматель и политик. Министр без портфеля по вопросам туризма (2009—2011). Депутат Палаты депутатов Италии (с 2008).

## Биография
Родилась в семье предпринимателей, занятых в сталелитейном производстве. 
Окончила Католический университет Святого Сердца в Милане, по специальности «филология» и «философия». Пробовала себя в качестве модели. В начале 1990-х годов являлась журналистом в средствах массовой информации холдинга Сильвио Берлускони «Mediaset».
Занималась бизнесом, сначала в семейной компании «Trafilerie Brambilla», затем в основанных ей самой фирмах продовольственного сектора «Gruppo Sal» и «Sotra Coast International». С 2003 по 2008 год являлась президентом молодёжного подразделения объединения предпринимателей в сфере торговли, туризма и услуг «Confcommercio».
В 2006 году впервые выставила свою кандидатуру на выборах в Палату депутатов от партии «Вперёд, Италия», но не добилась успеха. В том же году основала организацию «Клубы свободы», близкую к «Вперёд, Италия».
В 2008 году избрана в парламент по одному из округов Эмилии-Романьи.
12 мая 2008 года при формировании четвёртого правительства Берлускони получила должность младшего статс-секретаря аппарата Совета министров. В сферу её обязанностей вошли вопросы развития туристической отрасли.
С мая 2009 по ноябрь 2011 года являлась министром без портфеля по вопросам туризма в том же правительстве.
Брамбилла отдаёт много времени проблемам защиты животных, основав и возглавив Итальянскую лигу защиты животных и окружающей среды (LEga Italiana Difesa Animali e Ambiente, LEIDAA). В июне 2018 года, добиваясь ужесточения законодательства, принесла в парламент на пресс-конференцию щенка убитой собаки.
Является лидером итальянского движения по защите животных «Movimento Animalista».
Согласно данным сайта «Openparlamento.it», в период работы парламента XVI созыва (2008—2013) Брамбилла зарегистрировалась для участия в голосовании по законопроектам в 5,6 % случаев. В Палате депутатов XVII созыва (2013—2018) голосовала в 1,1 % случаев. После третьего избрания депутатом в 2018 году установила за первые шесть месяцев антирекорд, проигнорировав 99,93 % голосований. Брамбилла по-прежнему управляет компанией «Sotra Coast», занятой в торговле замороженными продуктами питания (в том числе животного происхождения).
У неё трое детей. Она живёт в доме с 35 кошками и 12 собаками. У неё также есть две лошади, два минипони, два осла, семь коз, две овцы, две лани и около 200 голубей.
В 2022 году переизбрана в Палату депутатов. Присоединилась сначала к смешанной группе, затем к группе «Мы умеренные — Мы с Италией».
29 мая 2025 года стала первой, проголосовавшей за законопроект о серьёзном ужесточении наказания за преступления в отношении животных. Законопроект был принят.
Автор книги «Tutte le tasse di Prodi & C.: una finanziaria contro gli italiani» (в соавторстве с Ренато Брунетта и Витторио Фелтри).